# Gesetz zur Neugliederung des Kreises Höxter
Das Gesetz zur Neugliederung des Kreises Höxter vom 2. Dezember 1969 regelt die Neugliederung der Gemeinden des damaligen Kreises Höxter (Regierungsbezirk Detmold, Nordrhein-Westfalen). Das Gesetz trat am 1. Januar 1970 in Kraft. Es schloss 74 Gemeinden des Kreises Höxter sowie eine Gemeinde des Kreises Detmold zu 7 neuen amtsfreien Gemeinden zusammen.

## Kurzbeschreibung

### I.Abschnitt. Gebietsänderungen
§ 1 Stadt Höxter
Zusammenschluss
- der amtsfreien Stadt Höxter
- der Gemeinden Albaxen, Bödexen, Bosseborn, Brenkhausen, Fürstenau, Godelheim, Lüchtringen, Lütmarsen, Ottbergen, Ovenhausen und Stahle (Amt Höxter-Land)
- der Gemeinde Bruchhausen aus dem Amt Beverungen

zur neuen Stadt Höxter; Auflösung des Amtes Höxter-Land.
§ 2 Stadt Beverungen
Zusammenschluss der Stadt Beverungen und der Gemeinden Amelunxen, Blankenau, Dalhausen, Drenke, Haarbrück, Herstelle, Jakobsberg, Rothe, Tietelsen, Wehrden und Würgassen (alle Amt Beverungen) zur neuen Stadt Beverungen; Auflösung des Amtes Beverungen.
§ 3 Stadt Brakel
Zusammenschluss der Stadt Brakel und der Gemeinden Beller, Bellersen, Bökendorf, Erkeln, Hembsen, Hinnenburg, Istrup, Rheder, Riesel und Schmechten (alle Amt Brakel) zur neuen Stadt Brakel; Auflösung des Amtes Brakel.
§ 4 Stadt Bad Driburg
Zusammenschluss
- der amtsfreien Stadt Bad Driburg
- der Gemeinden Alhausen, Erpentrup, Herste, Langeland, Pömbsen und Reelsen (Amt Driburg)

zur neuen Stadt Bad Driburg; Auflösung des Amtes Bad Driburg.
§ 5 Stadt Steinheim
Zusammenschluss
- der Stadt Steinheim und der Gemeinden Bergheim, Hagedorn, Ottenhausen, Rolfzen, Sandebeck, Vinsebeck und Vordereichholz (alle Amt Steinheim)
- der Gemeinde Grevenhagen aus dem Kreis Detmold

zur neuen Stadt Steinheim; Auflösung des Amtes Steinheim.
§ 6 Stadt Nieheim
Zusammenschluss der Stadt Nieheim und der Gemeinden Entrup, Erwitzen, Eversen, Himmighausen, Holzhausen, Merlsheim, Oeynhausen, Schönenberg und Sommersell (alle Amt Nieheim) zur neuen Stadt Nieheim; Auflösung des Amtes Nieheim.
§ 7 Stadt Marienmünster
Zusammenschluss der Städte Bredenborn und Vörden sowie der Gemeinden Altenbergen, Born, Bremerberg, Eilversen, Großenbreden, Hohehaus, Kleinenbreden, Kollerbeck, Löwendorf, Münsterbrock und Papenhöfen (alle Amt Vörden) zur neuen Stadt Marienmünster; Auflösung des Amtes Vörden.

### II.Abschnitt. Schlussbestimmungen
§ 8 Bestätigung bzw. Abänderung bereits bestehender Gebietsänderungsverträge
§ 9 Neuordnung der Bezirke der Amtsgerichte Brakel, Höxter und Steinheim
§ 10 Bestimmungen zu Personalvertretungen und -kommissionen
§ 11 Inkrafttreten

## Gesetzgebungsverfahren
Am 15. April 1969 brachte die Landesregierung einen Gesetzesentwurf zur Gemeindeneugliederung im Landkreis Höxter in den Landtag ein. Dieser sah vor, die Gemeinden des Landkreises Höxter zu sieben Großgemeinden zusammenzufassen. Lediglich die Exklave Lügde und die im Nordwesten des Kreises gelegenen Gemeinden Kempenfeldrom und Sandebeck blieben ausgenommen. Dieser wurde am 13. Mai 1969 ohne Aussprache an den Ausschuss für Verwaltungsreform überwiesen. Der Ausschuss empfahl dem Landtag im Wesentlichen die Annahme des Entwurfes der Landesregierung. Lediglich hinsichtlich der Gemeinde Sandebeck forderte er, diese auch in die neue Stadt Steinheim eingegliedert wurde, wobei gleichzeitig die lippische Enklave Grevenhagen einbezogen wurde. Der so geänderte Gesetzentwurf wurde vom Landtag am 11. November 1969 in zweiter und dritter Lesung jeweils einstimmig angenommen. Das Gesetz wurde am 2. Dezember 1969 ausgefertigt und am 10. Dezember 1969 verkündet. Kempenfeldrom und Lügde wurden durch das gleichzeitig beschlossene, verkündete und in Kraft getretene Gesetz zur Neugliederung des Kreises Detmold in diesen mit einbezogen.

## Nachweise
1. ↑  GV. NRW. S. 818
2. ↑  Landtag Nordrhein-Westfalen, Entwurf eines Gesetzes zur Neugliederung des Landkreises Höxter, Landtags-Drucksache 6/1203
3. ↑  Landtag Nordrhein-Westfalen, Plenarprotokoll Nr. 6/54, S. 2188–2189
4. ↑  Landtag Nordrhein-Westfalen, Bericht des Ausschusses für Verwaltungsreform zur 2. Lesung des Entwurfs eines Gesetzes zur Neugliederung des Landkreises Höxter - Nr. 1203 der Drucksachen, Landtags-Drucksache Nr. 6/1525
5. ↑  Landtag Nordrhein-Westfalen, Plenarprotokoll Nr. 6/62, S. 2584